# العويرضة (حريضة)
'

تعديل مصدري - تعديل

العويرضة هي إحدى قرى عزلة حريضة بمديرية حريضة التابعة لمحافظة حضرموت، بلغ تعداد سكانها 24 نسمة حسب تعداد اليمن لعام 2004.